# Eugène Simon

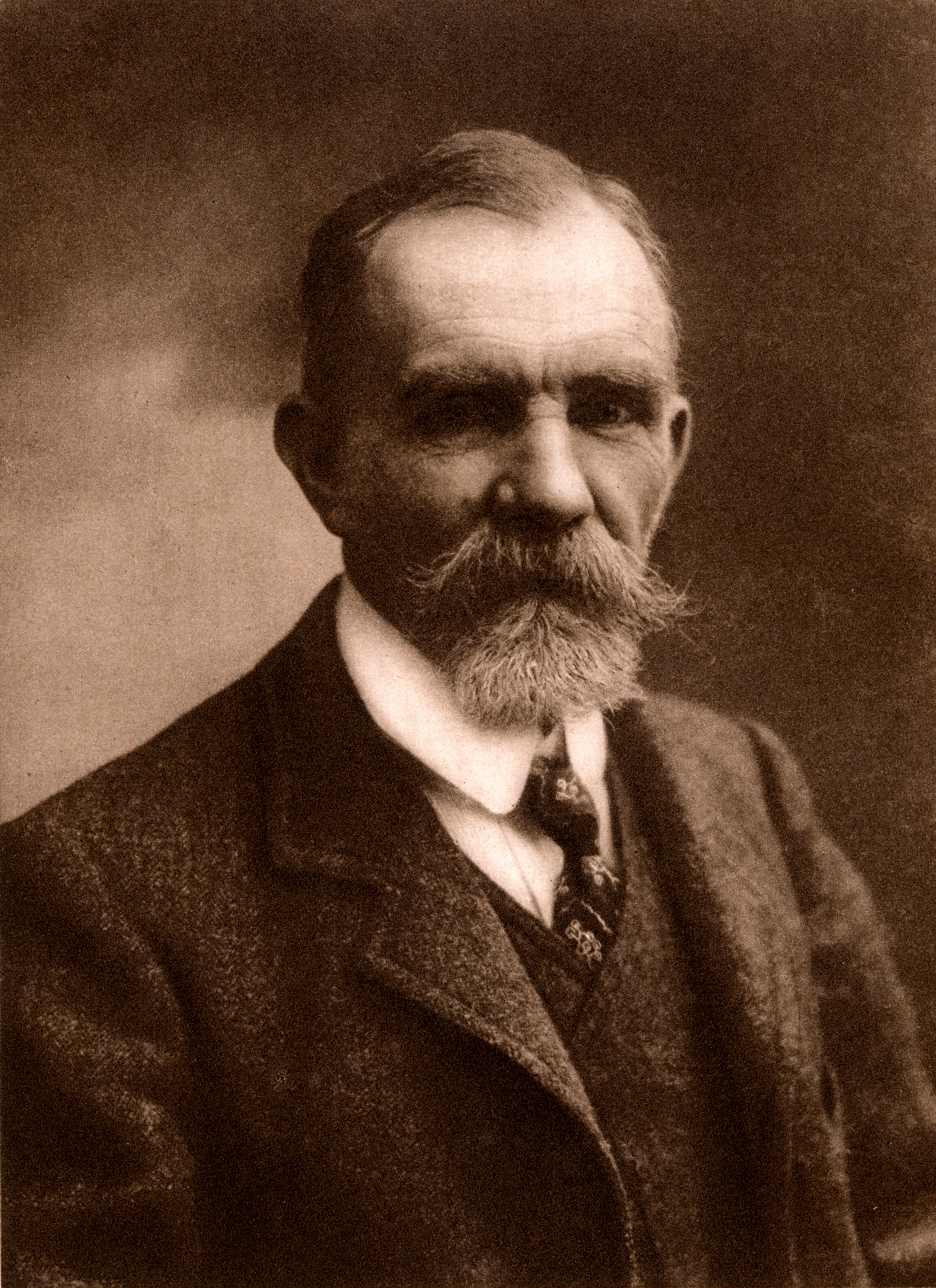
Eugène Simon, fotografiert von Nadar.

Eugène Louis Simon (* 30. April 1848 in Paris; † 17. November 1924 ebenda) war ein französischer Arachnologe, Ornithologe und Naturforscher.

## Leben und Werk
Als Sohn eines Arztes las er früh naturwissenschaftliche Werke, wie Le règne animal von Georges Cuvier.
Er ist ein Wegbereiter der Systematik der Spinnen oder Arachnida. Seine vielfältigen taxonomischen Beiträge umfassten sowohl die Kategorisierung und Benennung vieler Spinnen als auch die Abtrennung von sehr vielen Gattungen. Sein wichtigstes Werk ist die Histoire naturelle des araignées, die 1864 in Paris erschien. Die zweite Ausgabe des Natural History of Spiders (Histoire naturelle des araignées) veröffentlichte er dann von 1892 bis 1903. In Frankreich und im Ausland wurde sie als Meisterwerk gefeiert. Er publizierte die erste Auflage im Alter von 16 Jahren. Im Jahre 1874 veröffentlichte er den ersten Band der Spinnentiere Frankreichs (Les Arachnides de France), dessen sechs Bände zwischen 1874 und 1914 entstanden. Das Werk blieb zunächst unvollendet und wurde von Lucien Berland (1888–1962) und  Jean-Louis Fage (1883–1964) posthum vervollständigt.
Am Ende seines wissenschaftlichen Lebens und Schaffens lagen 319 Artikel über Spinnen vor. Seine Erkundungen führten ihn durch Frankreich, Italien (1864), Spanien (1865–1868), Korsika, Sizilien und Marokko (1869), Tunesien und Algerien (1875). Er reiste durch Ägypten, Suez und Aden (1889–1890), die Philippinen (1890–1891), Südafrika (1893) und durch Ceylon oder Sri Lanka und Süd-Indien (1892). Nach seinem Süd-Indien- (Madura oder Madurai) und Sri Lanka-Aufenthalt wurde die Gattung Poecilotheria erstmals im Jahre 1885 von ihm vorgeschlagen, Matériaux pour servir à la faune arachnologique de l'Asie méridionale.
Im Jahre 1890 veröffentlichte er seine Arbeit über die Spinnentiere des Jemen. Études sur les Arachnides du Yémen in den Annales de la Société Entomologique de France.
Simon erforschte Venezuela vom 26. Dezember 1887 bis zum 7. April 1888, wo er eine große Sammlung biologischer Funde anlegte. Seine Forschungsexkursionen in Venezuela führten ihn nach La Guaira, Maiquetía, Caracas, Colonia Tovar, das El Ávila-Massiv, Puerto Cabello, San Esteban und zu den Ufern des Valenciasees  (Lago de Valencia). Er publizierte die Ergebnisse in 36 Arbeiten, davon beziehen sich allein 27 auf entomologische Fragen. Neben den Sammelstücken von seinen eigenen Exkursionen brachten ihm Forscherkollegen und auch Amateure Spinnen und biologisches Material von ihren weiten Reisen mit.
Pierre Bonnet (1897–1990) schrieb in seiner Bibliographia Araneorum:

« (…) c’est certainement le plus grand arachnologue que nous ayons eu jusqu’ici »

„(…) er ist bestimmt der größte Arachnologe den wir je hatten“

Neben Spinnen, Insekten und Krebsen sammelte Simon auch Vögel. So beschäftigte er sich auch mit den Kolibris (Trochilidae). Er beschrieb mehrere Arten und Unterarten und etablierte die Gattungen Anopetia, Stephanoxis, Haplophaedia und Taphrolesbia. Seine bahnbrechende Arbeit über Kolibris war Histoire Naturelle des Trochilidae von 1921.
Insgesamt war er dreimal Vorsitzender der Französischen Entomologischen Gesellschaft (Société entomologique de France) – so 1875, 1887 und 1901. Im Jahre 1908 wurde er ihr Ehrenvorsitzender. Vorsitzender der Zoologischen Gesellschaft in Paris (Société zoologique de France) wurde er 1882 und im Jahre 1909 korrespondierendes Mitglied der Akademie der Wissenschaften (Académie des sciences de l’Institut de France, traditionell nur Académie des sciences).
Aus den gemeinsamen Interessen entstand eine tiefe Freundschaft mit den französischen Zoologen Jacques Berlioz (1891–1975) und Jean-Louis Fage (1883–1964).

## Dedikationsnamen
Carl Eduard Hellmayr nannte 1907 den Zimtrücken-Dickichtschlüpfer auf Bitten von Gustave Adolphe Baer (1838–1918) Synallaxis simoni. Bereits 1906 nannte er eine Unterart der Schwalbennymphe (Thalurania furcata simoni) und 1929 folgte die Blauer-Gabelschwanzkolibri-Unterart (Eupetomena macroura simoni). Melbourne Armstrong Carriker widmete ihm 1910 die Vulkanelfe-Unterart (Selasphorus flammula simoni). Hans Hermann Carl Ludwig von Berlepsch nannte 1907 eine Art Cotinga simoni, heute ein Synonym des Nördlichen Prachtkotingas (Cotinga nattererii (Boissonneau, 1840)). Heliangelus simoni Boucard, 1892 gilt als heute als Hybride aus Grünband-Sonnennymphe (Heliangelus exortis (Fraser, 1840)) und Kupferglanz-Höschenkolibri (Haplophaedia aureliae (Bourcier & Mulsant, 1846)).

## Werke
- Eugène Louis Simon: 1864. Histoire naturelle des araignées, Librairie encyclopèdique de Roret, Paris
- Eugène Louis Simon:  1872. Arachnides de Syrie, rapportés par M. Charles Piochard de la Brûlerie. Annales de la Société Entomologique de France, Séries 5, 11: 245–264.
- Eugène Louis Simon: 1875. Les Arachnides de France Librarie Encyclopédique de Roter,
- Eugène Louis Simon:  1877. X. Arachnides nouveaux ou peu connus. Annales de la Société Entomologique de France (1) 6: 225–242.
- Eugène Louis Simon:  1879a. Essai d'une classification des Galéodes, remarques synonymiques et description d'espèces nouvelles ou mal connues.  Annales de la Société Entomologique de France, Séries 5, Tome 9: 93–154, Plate 3.
- Eugène Louis Simon:  1879b. Arachnides de France (VII volume, analyse). Annales de la Société Entomologique de France (5) 9: clx-clxi.
- Eugène Louis Simon:  1879c. Les Ordres des Chernetes, Scorpiones et Opiliones. In: 'Les Arachnides de France'. Vol. 7: 1–332 (Librairie Encyclopédique de Roret: Paris.)
- Eugène Louis Simon:  1880. Description de deux nouveaux genres de l'ordre des Solifugae. Annales de la Société Entomologique de France, Séries 5, 10: 399–402.
- Eugène Louis Simon:  1882. Viaggio ad Assab nel mar Rosso, dei signori G. Doria ed O. Beccari con il R. Avviso "Esploratore" dal 16 Novembre 1879 al 26 Febbraio 1880. II. Étude sur les Arachnides du Yémen méridional. Annali del Museo Civico di Storia Naturale di Genova, 18: 207–260.
- Eugène Louis Simon:  1884. Arachnides recueillis par M. L'abbé A. David à Smyrne, à Beïrout et à Akbès en 1883. In: Études Arachnologiques. 15e Mémoire. Annales de la Société Entomologique de France (6)4: 181–196.
- Eugène Louis Simon: 1885. Certain histological and anatomical features of the nervous system of a large Indian spider, Poecilotheria. American Zoologist 9(1): 113–119.
- Eugène Louis Simon: 1885a. Matériaux pour servir à la faune arachnologiques de l'Asie méridionale. I. Arachnides recuellis à Wagra-Karoor près Gundacul, district de Bellary par M. M. Chaper. II. Arachnides recueillis à Ramnad, district de Madura par M. l'abbé Fabre. Bulletin de la Société Zoologique de France 10: 1–39.
- Eugène Louis Simon: 1885b. Etudes sur les Arachnides recueillis en Tunisie, en 1883 et 1884, par MM. A. Letourneux, M. Sédillot, et Valéry Mayet. Vol. 8: iv + 1–59 in Ministère de l' éducation nationale (France). 1885–1903. Exploration scientifique de Tunisie. Ten volumes.
- Eugène Louis Simon: 1885c. Matériaux pour servir à la faune des Arachnides de la Grèce. Annales de la Société Entomologique de France (6)4: 305–356.
- Eugène Louis Simon: 1885e. Matériaux pour servir à la faune arachnologique de l'Asie méridionale. I. Arachnides recueillis à Wagra-Karoor près Gundacul, district de Bellary par M. M. Chaper. II. Arachnides recueillis à Ramuad, district de  Madura par M. l'abbé Fabre. Bull. Soc. zool. France, 10: 1–39.
- Eugène Louis Simon: 1888. Arachnides recueillis dans le sud de l'Afrique par le Dr. Hans Schinz. Annales de la Société Entomologique de France, 7: 369–384.
- Notes sur quelques espèces de Trochilidès. In: Mémoires de la Société zoologique de France. Band 2, 1889, S. 226–231 (biodiversitylibrary.org).
- Eugène Louis Simon: 1890a. Études sur les Arachnides du Yémen. Annales de la Société Entomologique de France (6)10: 77–124.
- Eugène Louis Simon: 1890b. Étude sur les Arachnides recueillis par M. L. von Höhnel, officier de la marine autrichienne, pendant l'expédition de M. le comte S. Téléki dans l'Afrique orientale équatoriale, en 1887–1888. Annales de la Société Entomologique de France (6)10: 125–130.
- Eugène Louis Simon: 1891. Description de deux espèces nouvelles d'Arachnides rec. dans le Sahara par le Dr. R. Blanchard.  Bulletin de la Société Zoologique de France, 14: 198,199.
- Eugène Louis Simon: 1892. Liste des arachnides recueillis en Syrie par M. Le Dr Théod. Barrois. In: Résultats scientifiques d'un voyage entrepris en Palestine & en Syrie par le Dr Th. Barrois. Revue Biologique du nord de la France 5(2): 3–7
- Eugène Louis Simon: 1895. Galeodes graecus C.L. Koch. Annales de la Société Entomologique de France (5)9: 96–100.
- Description d'une nouvelle espèce de la Famille de Trochilidae. In: Novitates Zoologicae. Band 3, 1896, S. 259 (biodiversitylibrary.org).
- Eugène Louis Simon: 1897. Arachnides recueillis par M. M. Maindron à Mascate, en octobre 1896. Bulletin du Muséum National d'Histoire Naturelle, Paris 3: 95–97.
- Revision des genres de la famille des Trochilidés. In: La feuille des jeunes naturalistes: revue mensuelle d'histoire naturelle (= 3). Band 27, Nr. 317, 1887, S. 85–88 (biodiversitylibrary.org).
- Revision des genres de la famille des Trochilidés. In: La feuille des jeunes naturalistes: revue mensuelle d'histoire naturelle (= 3). Band 27, Nr. 318, 1887, S. 105–107 (biodiversitylibrary.org).
- Revision des genres de la famille des Trochilidés. In: La feuille des jeunes naturalistes: revue mensuelle d'histoire naturelle (= 3). Band 27, Nr. 320, 1887, S. 141–146 (biodiversitylibrary.org).
- Revision des genres de la famille des Trochilidés. In: La feuille des jeunes naturalistes: revue mensuelle d'histoire naturelle (= 3). Band 27, Nr. 321, 1887, S. 159–160 (biodiversitylibrary.org).
- Revision des genres de la famille des Trochilidés. In: La feuille des jeunes naturalistes: revue mensuelle d'histoire naturelle (= 3). Band 27, Nr. 322, 1887, S. 173–175 (biodiversitylibrary.org).
- Revision des genres de la famille des Trochilidés. In: La feuille des jeunes naturalistes: revue mensuelle d'histoire naturelle (= 3). Band 27, Nr. 323, 1887, S. 197–200 (biodiversitylibrary.org).
- Revision des genres de la famille des Trochilidés. In: La feuille des jeunes naturalistes: revue mensuelle d'histoire naturelle (= 3). Band 27, Nr. 324, 1897, S. 212–214 (biodiversitylibrary.org).
- Revision des genres de la famille des Trochilidés. In: La feuille des jeunes naturalistes: revue mensuelle d'histoire naturelle (= 3). Band 28, Nr. 325, 1897, S. 5–10 (biodiversitylibrary.org).
- Revision des genres de la famille des Trochilidés. In: La feuille des jeunes naturalistes: revue mensuelle d'histoire naturelle (= 3). Band 28, Nr. 327, 1897, S. 44–46 (biodiversitylibrary.org).
- Revision des genres de la famille des Trochilidés. In: La feuille des jeunes naturalistes: revue mensuelle d'histoire naturelle (= 3). Band 28, Nr. 330/331, 1898, S. 123–126 (biodiversitylibrary.org).
- Revision des genres de la famille des Trochilidés. In: La feuille des jeunes naturalistes: revue mensuelle d'histoire naturelle (= 3). Band 28, Nr. 333, 1898, S. 167–172 (biodiversitylibrary.org).
- Revision des genres de la famille des Trochilidés. In: La feuille des jeunes naturalistes: revue mensuelle d'histoire naturelle (= 3). Band 28, Nr. 335, 1897, S. 203–208 (biodiversitylibrary.org).
- Revision des genres de la famille des Trochilidés. In: La feuille des jeunes naturalistes: revue mensuelle d'histoire naturelle (= 3). Band 28, Nr. 335, 1898, S. 203–208 (biodiversitylibrary.org).
- Revision des genres de la famille des Trochilidés. In: La feuille des jeunes naturalistes: revue mensuelle d'histoire naturelle (= 3). Band 28, Nr. 336, 1898, S. 218–223 (biodiversitylibrary.org).
- Eugène Louis Simon: Catalogue des espèces actuellement connues de la famille des Trochilides. Paris, L. Mulo, 1897. 416p. H.cloth
- Eugène Louis Simon: 1899a. Liste des Arachnides recueillis en Algérie par M. P. Lesne et description d'une espèce nouvelle. Bulletin du Muséum National d'Histoire Naturelle, Paris 5: 82–87. (82, 85, 86)
- Eugène Louis Simon: 1899b. Arachnides recueillis par M. C.-J. Dewitz en 1898, à Bir-Hooker (Wadi Natron), en Égypte. Bulletin de la Société Entomologique de France 68: 244–247.
- Étude sur les Trochilidés observés an Perou par G. A. Baer (1900–1901). In: Novitates Zoologicae. Band 9, 1902, S. 177–183 (biodiversitylibrary.org).
- Eugène Louis Simon: 1905. Voyage de M. Maurice Maindron dans l'Inde méridionale (mai à novembre 1901). 7eme Mémoire. Arachnides (1re partie). Annales de la Société Entomologique de France 74: 160–180.
- mit Carl Eduard Hellmayr: Notes critique sur quelques Trochilidae. In: Novitates Zoologicae. Band 15, Nr. 1, 1908, S. 1–12 (biodiversitylibrary.org).
- Eugène Louis Simon: 1909a. Etude sur les arachnides recueillis au Maroc par M. Martinez de la Escalera en 1907. Memorias de la Real Sociedad Española de Historia Natural, 6 (1): 1–43.
- Eugène Louis Simon: 1909b. Voyage de M. Maurice de Rothschild en Ethiopie et dans l'Afrique orientale anglaise (1904–1906). Arachnides 1. Part. Annales de la Société Entomologique Belge, 53: 29–43.
- Catalogue général des Trochilidés observés jusqu'a ce jour dans la république de l'Ecuador. In: Revue française d'ornithologie (= Année 2). Band 1, Nr. 17, 1910, S. 257–270 (biodiversitylibrary.org).
- Note critiques sur les Trochilidés. In: Revue française d'ornithologie (= Année 3). Band 2, Nr. 28, 1911, S. 129–130 (biodiversitylibrary.org).
- Histoire naturelle des Trochilidae (synopsis et catalogue). L. Mulo, Paris 1921 (biodiversitylibrary.org).

## Sonstiges
- Bonnet, Pierre: Bibliographia Araneorum. Analyse méthodique de toute la littérature aranéologique jusqu'en, 1939, Les Frères Douladoure, Toulouse
- Ortega Mendoza, Andrés: Simon, Eugène. En: Diccionario multimedia de historia de Venezuela. 1995 Fundación Polar. Caracas – Venezuela.
- Eugène Louis Simon in der Bibliography Arranged by Author suchen
- Eugène Simon: Histoire naturelle des araignées als E-Book
- Eugène Louis Simon: Les Arachnides de France Librarie Encyclopédique de Roret, 1875 als E-Book
- Société zoologique de france
- unter ArachnoBib (Suchbegriff: Eugène Louis Simon) eine fast vollständige Bibliographie abrufbar

Simon ist nicht zu verwechseln mit dem gleichnamigen Eugène Simon (1829–1896), dem Verfasser des Werks La Cité Chinoise.

## Nachwirkungen
Die International Society of Arachnology vergibt Eugène Simon zu Ehren eine Auszeichnung, den Simon-Award. Die Empfänger sind:
- 2007: Herbert Walter Levi, USA
- 2010: Valerie Todd Davies, Australien
- 2013: Peter Weygoldt, Deutschland
- 2016: William Eberhard, Panama / Costa Rica